# Brzuska
Brzuska – wieś w Polsce położona w województwie podkarpackim, w powiecie przemyskim, w gminie Bircza. Leży na Pogórzu Przemyskim, nad Stupnicą.
W latach 1975–1998 miejscowość administracyjnie należała do województwa przemyskiego.

## Historia

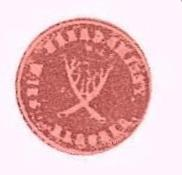
Brzuska. Pieczęć wsi. 1876

We wsi odkryto ślady osadnictwa wczesnośredniowiecznego. Pierwsze informacje pisane o wsi pochodzą z 1418. Miejscowość należała do Kmitów i należała do klucza bachowskiego. Od 1754 do Humnickich i należała do nich do 1841. W XVIII wieku powstała tam huta szkła, której pracownicy utworzyli nową osadę, Hutę Brzuskę.
We wsi znajdowała się drewniana greckokatolicka cerkiew pod wezwaniem św. Mikołaja, zbudowana w 1792, odnowiona w 1930. W 1984 spaliły się pozostałości cerkwi, zachował się tylko greckokatolicki cmentarz.
31 lipca 1944 wieś została zdobyta przez wojska radzieckie.
11 kwietnia 1945 oddziały poakowskie i BCh wraz z okolicznymi polskimi chłopami zamordowały około 180 mieszkańców Brzuski, z czego prawie połowę stanowiły kobiety i dzieci.

## Demografia
- 1785 – 460 grekokatolików, 151 rzymskich katolików i 20 żydów
- 1840 – 750 grekokatolików
- 1859 – 669
- 1879 – 779
- 1899 – 1004
- 1926 – 1235 grekokatolików
- 1938 – 1301 grekokatolików, 67 żydów oraz 2164 rzymskich katolików (ta ostatnia liczba to dane dla całej parafii rzymskokatolickiej w Sufczynie, obejmującej: Sufczynę, Brzuskę, Hutę Brzuskę i Jasienicę Sufczyńską)